# Holofernes
Holofernes (em grego Ὀλοφέρνης; em hebraico: הולופרנס) foi um general assírio do tempo de Nabucodonosor II. Aparece nos  livros deuterocanônicos, mais precisamente no Livro de Judite, como rei da Assíria entre 158 e 157 a.C. 
Ele fora despachado por Nabucodonosor II para se vingar do país que se opôs ao rei na guerra mais recente. Holofernes ocupou todos os países ao longo da costa e destruiu seus deuses, para que pudessem cultuar apenas a figura de Nabucodonosor. Holofernes teria sido avisado para não atacar o povo judeu por Achior, líder dos amonitas, o que enfureceu o general e seus seguidores, que insistiram que não havia outro deus senão Nabucodonosor.
O general sitiou Betulia, comumente considerada Meselieh, e a cidade quase caiu. O avanço de Holofernes interrompeu o fornecimento de água para Betulia, e o povo desanimou e encorajou Ozias e seus governantes a ceder. Os líderes juraram se render se nenhuma ajuda chegasse dentro de cinco dias.
Betulia foi salva por Judite, uma bela viúva que, depois de orar a Deus, se vestiu com suas mais belas roupas e entrou no acampamento de Holofernes. Judite o embebedou com vinho e quando ele estava totalmente bêbado, Judite sacou uma faca ou uma espada e cortou a cabeça do general, o que levou ao fim do certo de Betulia e a uma vitória decisivas para os israelistas.
Versões hebraicas da história de Judite contadas por Megillat Antíoco e nas Crônicas de Jerahmeel identificam "Holofernes" como o general Nicanor. Na versão grega, o nome "Holofernes" é usado como um substituto, onde Nabucodonosor é sinonimizado com Antíoco IV Epifânio.
Assim como outras passagens bíblicas, a decapitação de Holofernes por Judite tem sido objeto de muitas pinturas e quadros desde a Idade Média, tais como Donatello, Sandro Botticelli, Andrea Mantegna, Giorgione, Lucas Cranach, o Velho, Caravaggio, Tiziano, Antonio de Pereda, Goya, Horace Vernet, Gustav Klimt, Artemisia Gentileschi, Jan Sanders van Hemessen ou Hermann-Paul. A cena do banquete com foi igualmente retratado por Rembrandt no quadro Artemisa.
A história também inspirou um poema medieval em inglês, o oratório Betulia Liberata, de Wolfgang Amadeus Mozart, e uma opereta de Jacob Pavlovich Adler, entre outras representações.

## Galeria

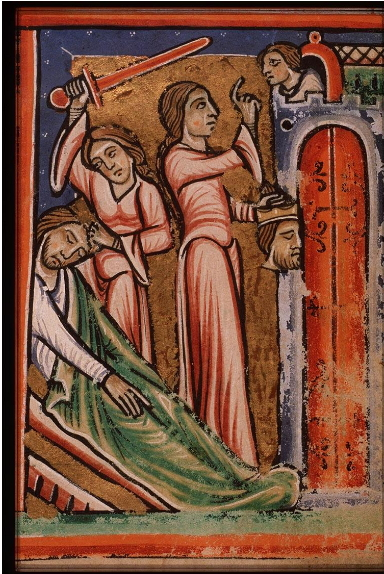
Imagem anónima da Idade Média (c. 1190-1200)
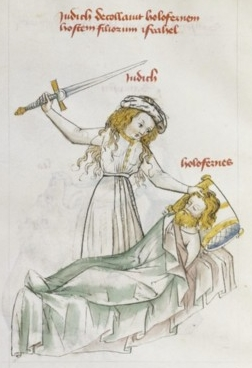
Imagem retirada do livro Speculum Humanae Salvationis, do século XV
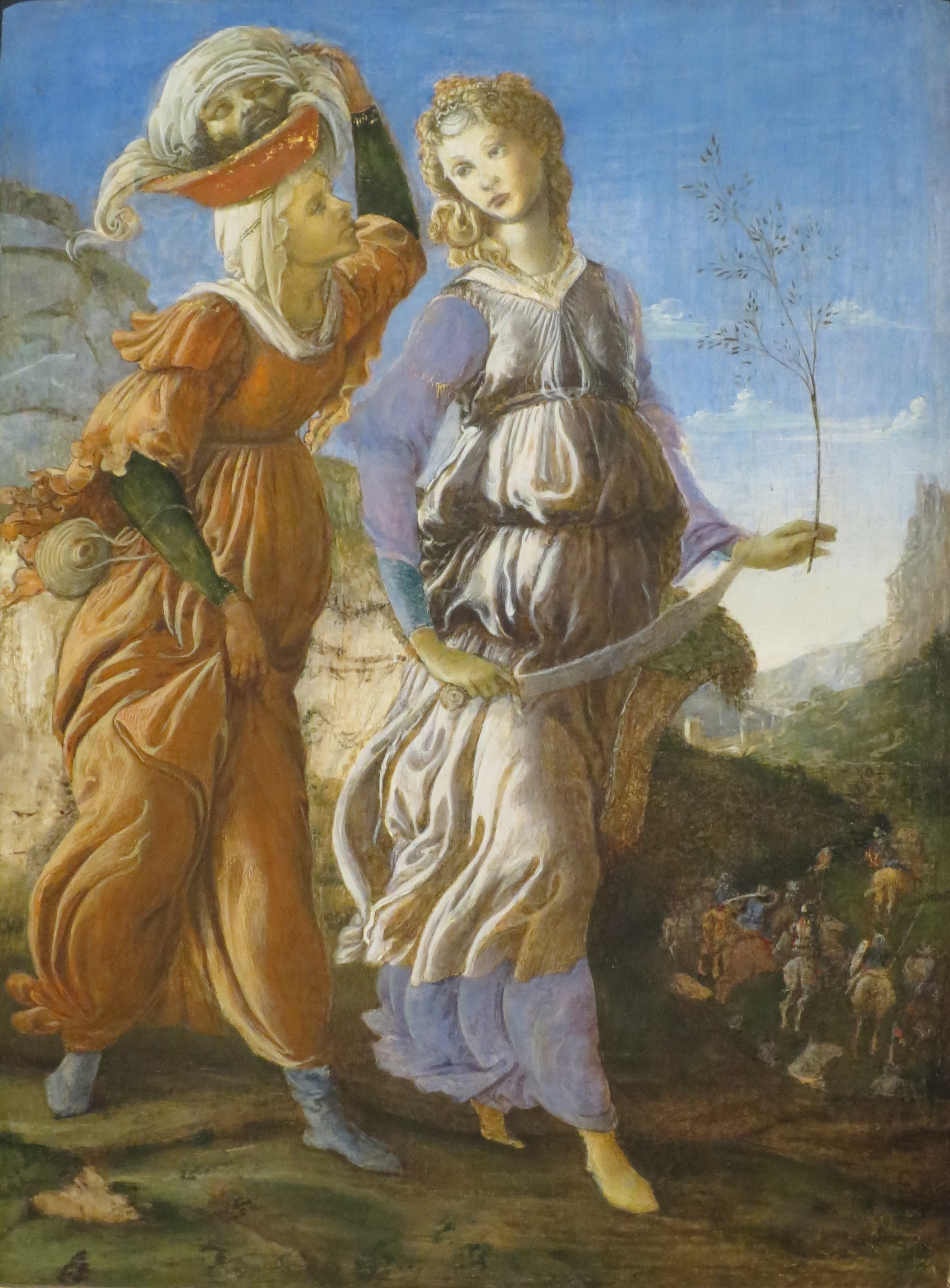
Retorno de Judite à Betúlia, de Sandro Botticelli (1445–1510)
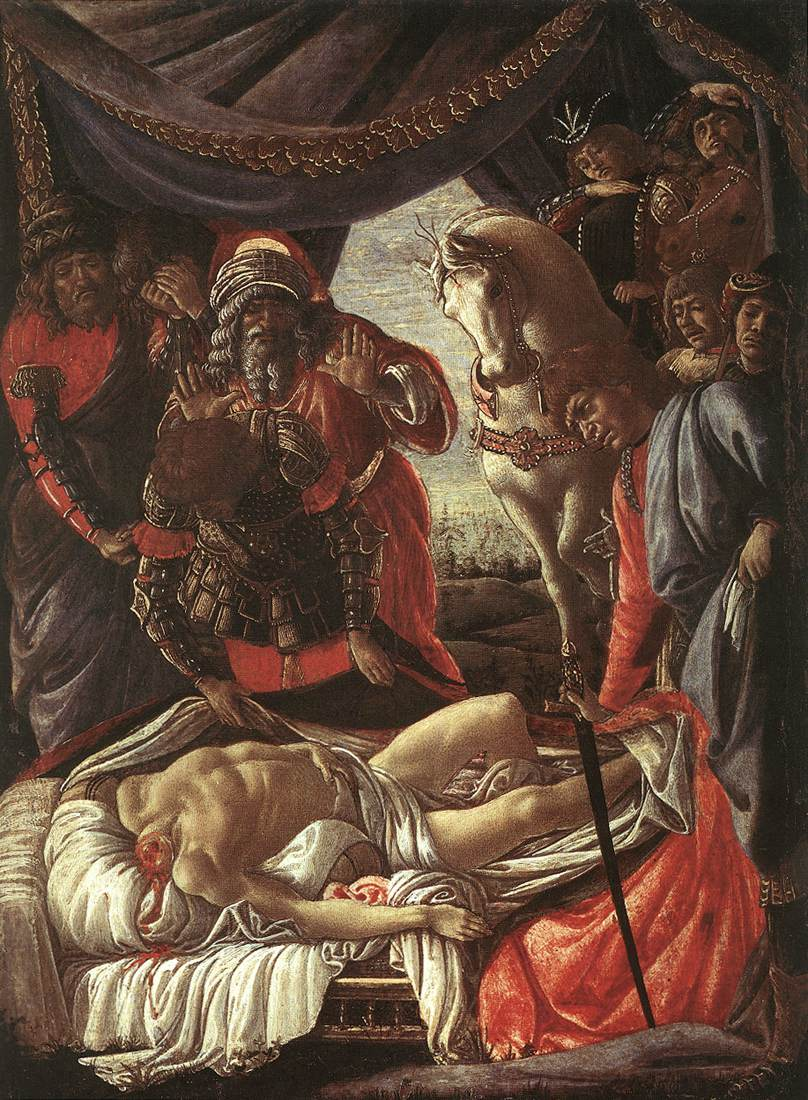
Descoberta do corpo de Holofernes, de Sandro Botticelli
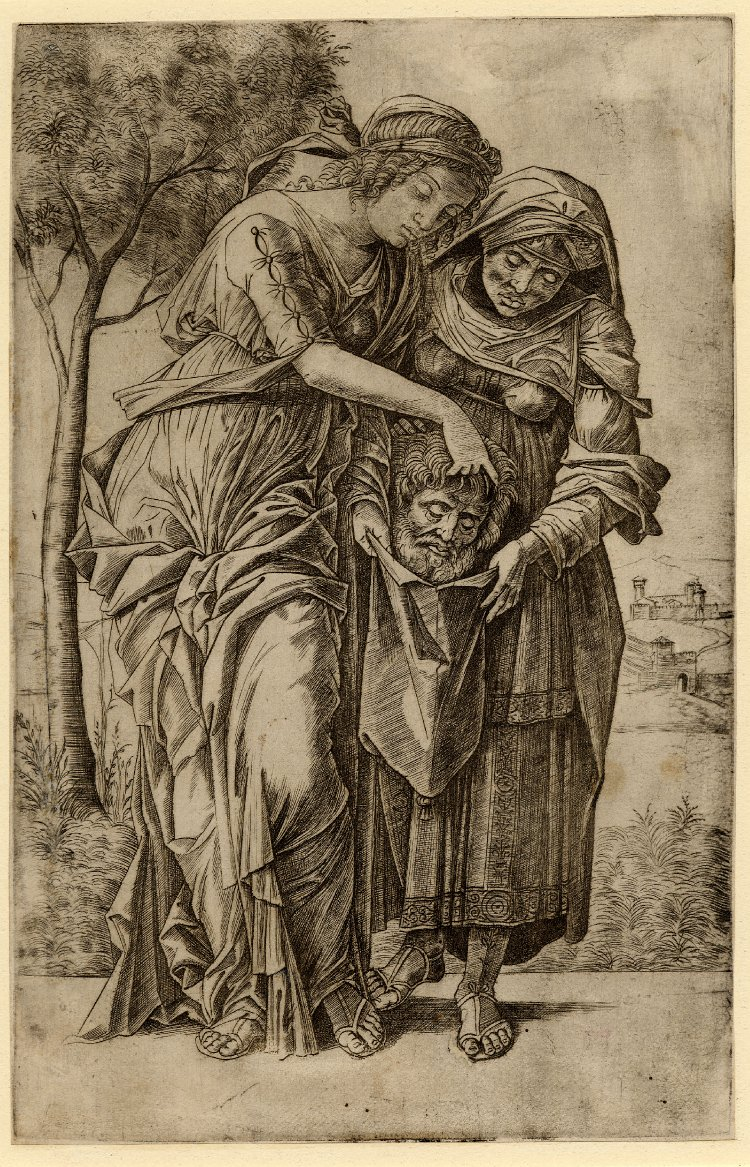
Judith com a cabeça de Holofernes (1500-05), de Girolamo Mocetto.
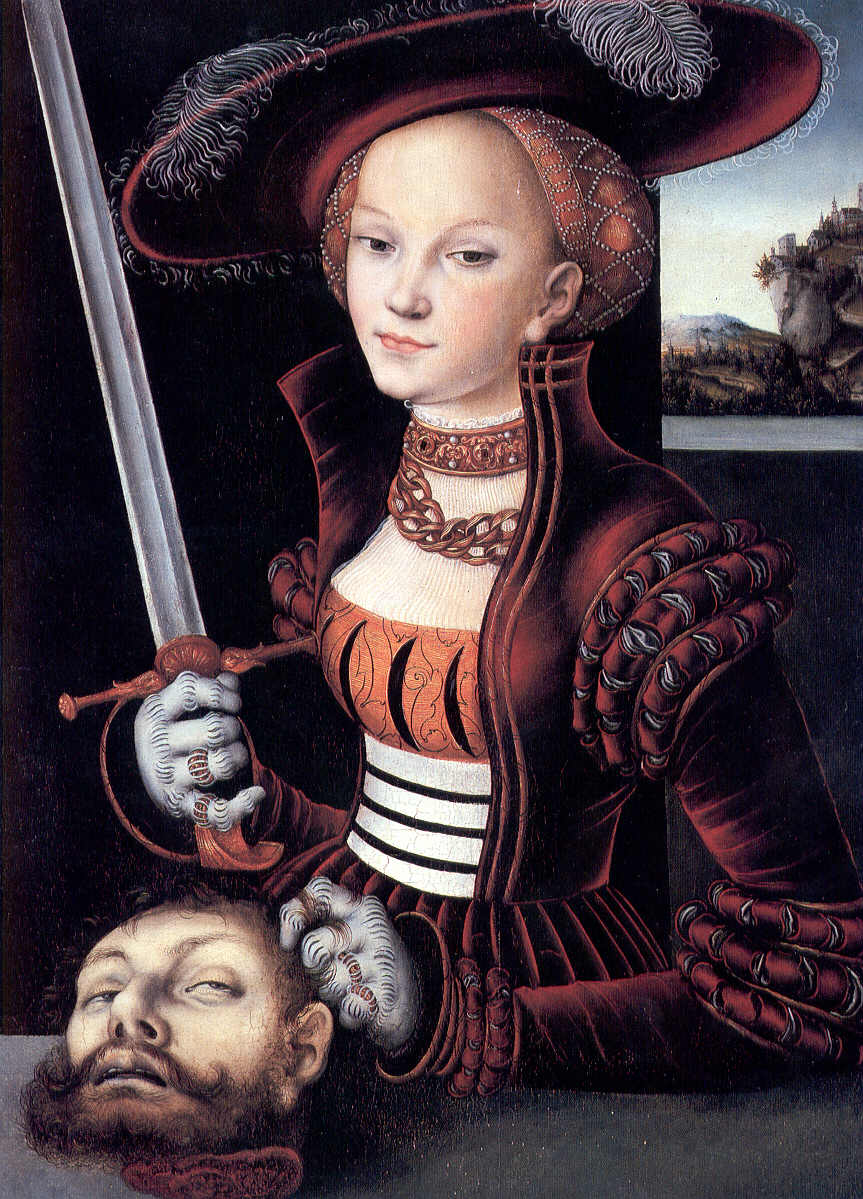
Pintura de Lucas Cranach, o Velho (1472–1553)
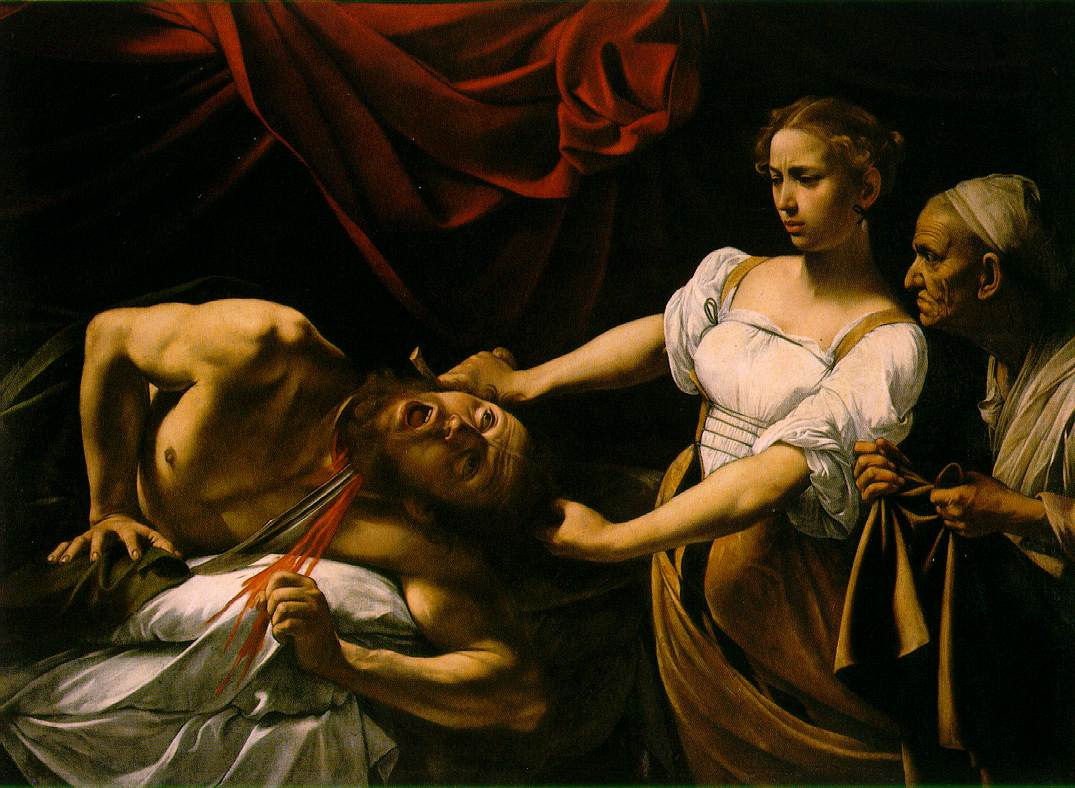
Judith decapitando Holofernes, de Caravaggio (1571-1610)
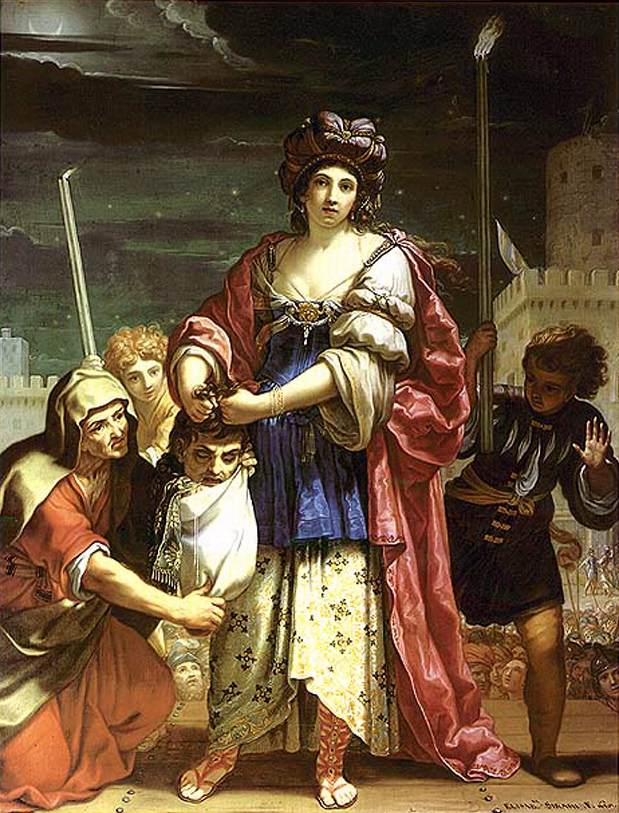
Pintura de Elisabetta Sirani (1638–1665)
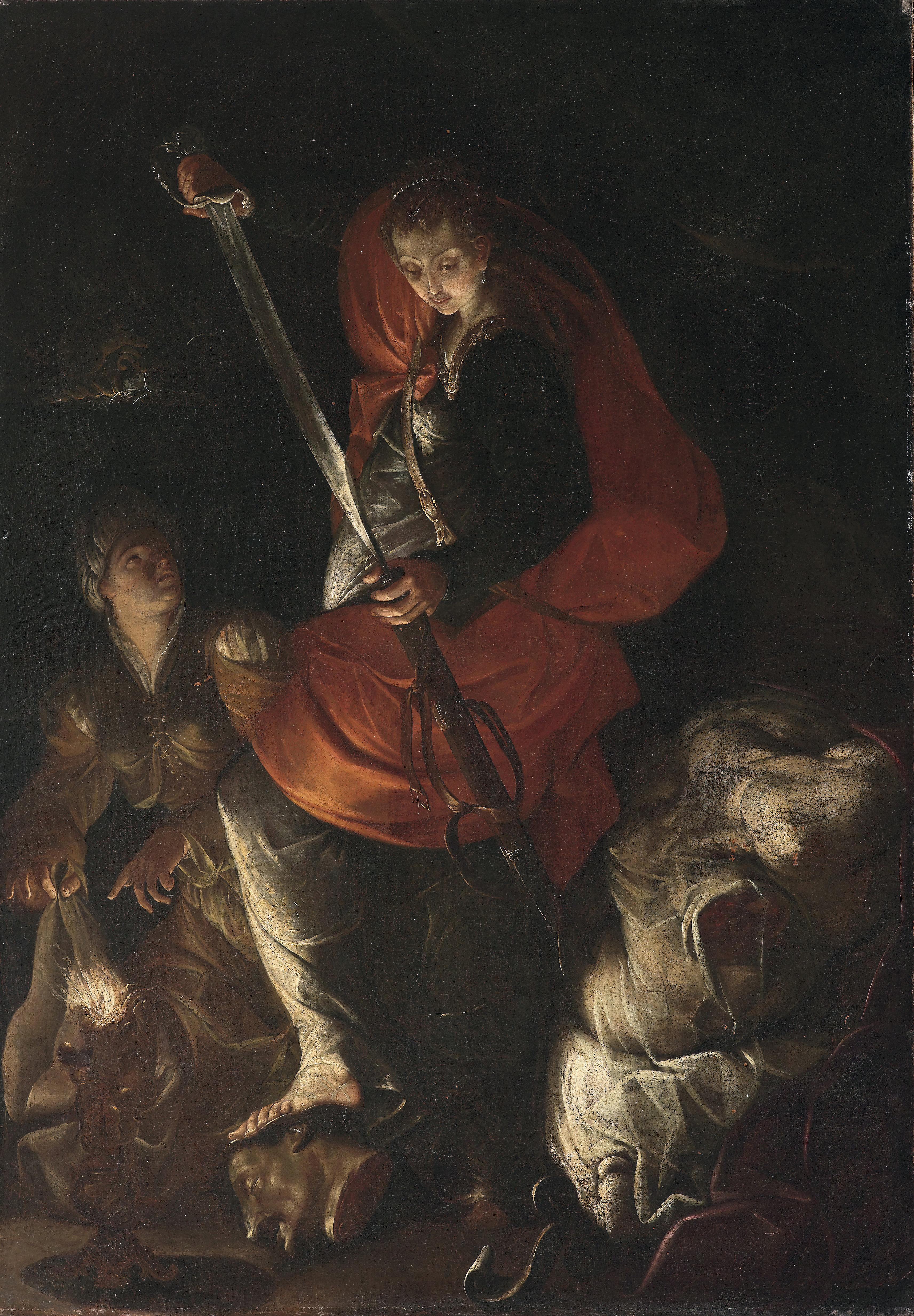
Obra anônima do século XVII
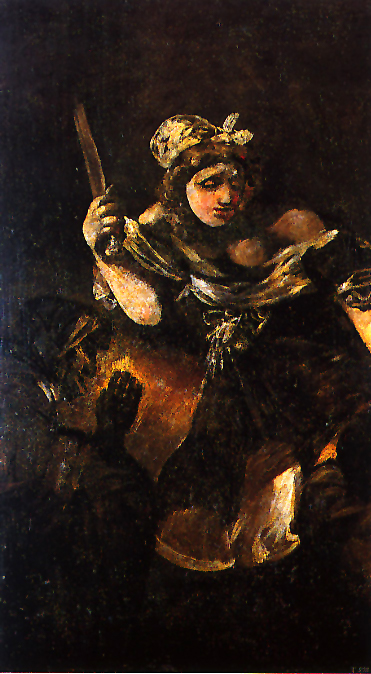
Pintura Judite e Holofernes (1819-1823), de Francisco de Goya (1746–1828)
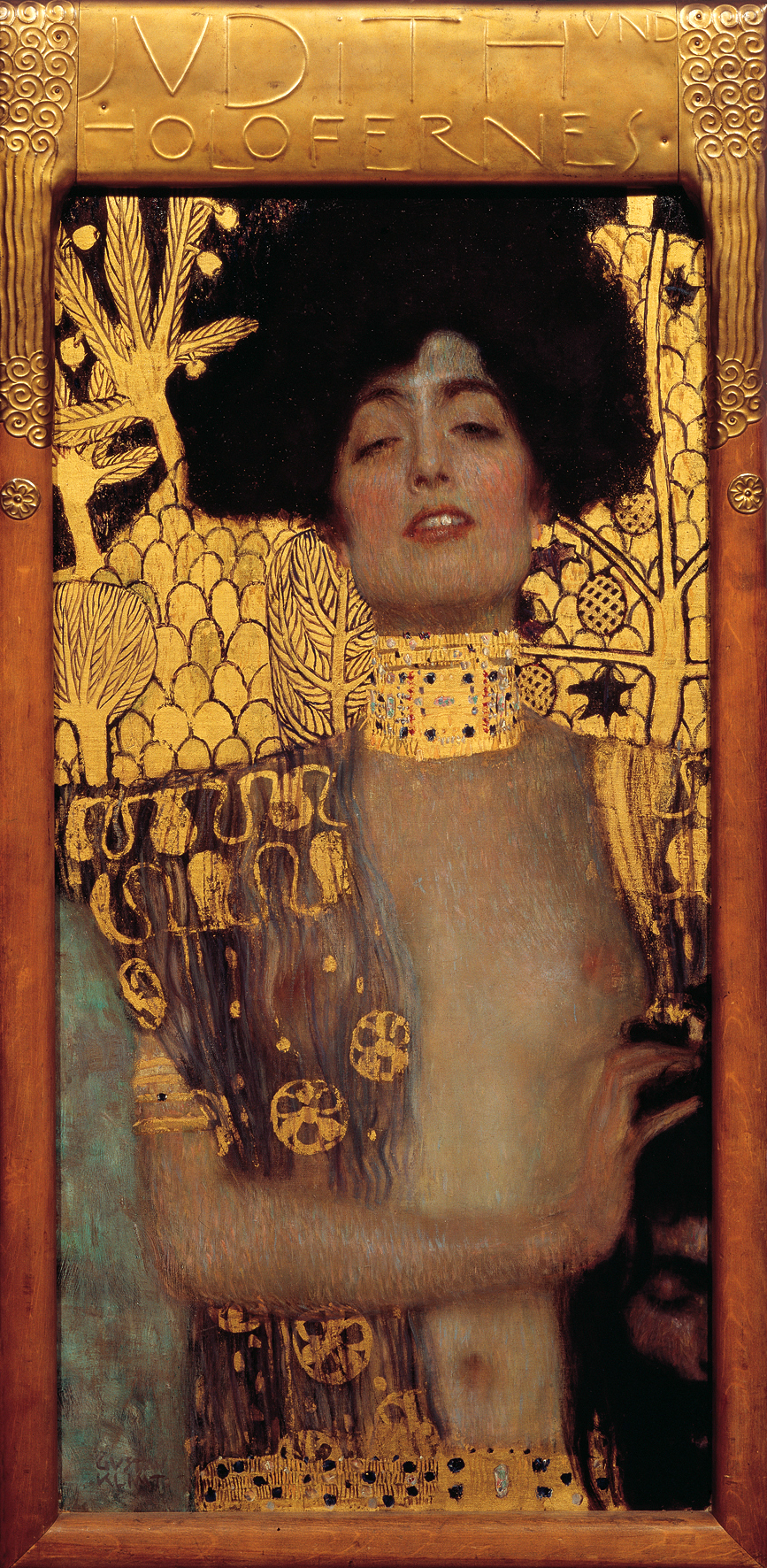
Quadro Judite I, de Gustav Klimt (1862–1918)
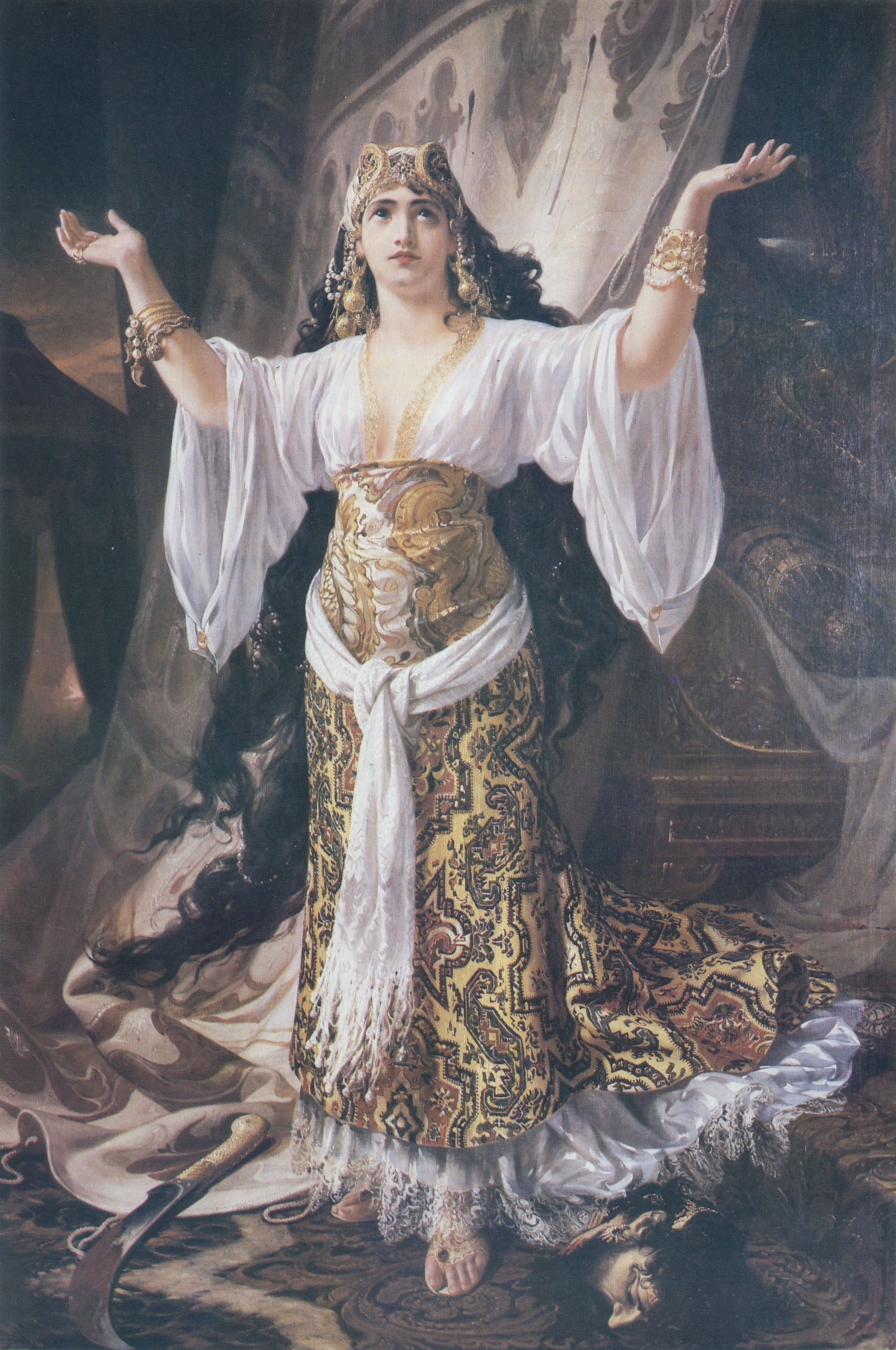
Óleo sobre tela Judith rende graças a Jeová (1880), de Pedro Américo (1843-1903)